# 安藤騒動
安藤騒動（あんどうそうどう）は、江戸時代中期に起こった美濃加納藩でのお家騒動である。
加納藩の第2代藩主・安藤信尹は奢侈を好んで藩政を省みなかった。このため、藩の綱紀は乱れ、年貢率の釣上げや御用金の賦課に苦しんだ領民は強訴を起こした。また家中でも信尹への不満が高まり、さらに改易される恐れも起こって、江戸詰の家老らは事態の収拾を図るため、宝暦3年（1753年）5月、信尹を幽閉し、側近衆を減俸・謹慎に処した。
しかし幕府に一連の騒動が露見し、宝暦5年（1755年）2月4日に安藤信尹は「不行跡」・「家中仕置き宜しからず」であるとして強制的に隠居させられ、家督は嫡男の安藤信成が相続した。さらに所領も1万5000石を削減されて、5万石になってしまった。宝暦6年（1756年）5月21日には、安藤信成は陸奥磐城平藩に転封された。